# Poima
Die Poima (russisch Пойма) ist ein linker Nebenfluss der Birjussa in der Oblast Irkutsk und in der Region Krasnojarsk im Süden von Sibirien.
Die Poima entspringt in den nördlichen Ausläufern des Ostsajan etwa 50 km südsüdöstlich von Nischni Ingasch nahe der Grenze zwischen der Region Krasnojarsk und der Oblast Irkutsk. Anfangs fließt die Poima in nordwestlicher Richtung. Etwa 3 km südöstlich von Nischni Ingasch kreuzen die Fernstraße R255 und die Transsibirische Eisenbahn den Fluss. Dort befindet sich auch der Abflusspegel Nowaja Poima. Die Poima wendet sich anschließend nach Nordosten und später nach Norden. Schließlich mündet sie 5 km südlich von Nowobirjussinski in die Birjussa. Die Poima befindet sich im Einzugsgebiet der Angara und des Jenissei. Der Fluss hat eine Länge von 382 km. Er entwässert ein Areal von 8640 km². Der mittlere Abfluss liegt 205 km oberhalb der Mündung bei 13 m³/s. Die Schneeschmelze dominiert den Jahresabfluss der Poima. Im Frühjahr, zwischen April und Juni, führt die Poima üblicherweise Hochwasser. In der Zeit Ende Oktober / Anfang November gefriert der Fluss und bleibt bis Ende April / Anfang Mai eisbedeckt.
Im Mittellauf weist die Poima zahlreiche enge Flussschlingen auf.